# Gustave Tridon
Edme-Marie-Gustave Tridon, dit Gustave Tridon, né le 1er janvier 1841 à Châtillon-sur-Seine (Côte-d'Or) et mort le 29 août 1871 à Bruxelles (Belgique), est un avocat, journaliste, écrivain, libre-penseur, homme politique, leadeur blanquiste sous le Second Empire puis membre de la Commune de Paris.

## Biographie
Fils d'un riche propriétaire, Gustave Tridon est envoyé il faire son droit à Paris. Durant ses études, il se mêle activement au mouvement révolutionnaire et se fait connaître en rédigeant, en 1864, un ouvrage : Les Hébertistes, plainte contre une calomnie de l'Histoire. Il fonde également, à la même période, le journal La Critique (1867) et devient le rédacteur en chef du journal Candide (1865). Cependant, le journal est saisi après la publication d'un article dans le huitième numéro (27 mai 1865) et supprimé par décision judiciaire. Tridon est quant à lui condamné à six mois de détention à la prison Sainte-Pélagie où il fait la connaissance d’Auguste Blanqui dont il deviendra le disciple et l'ami.

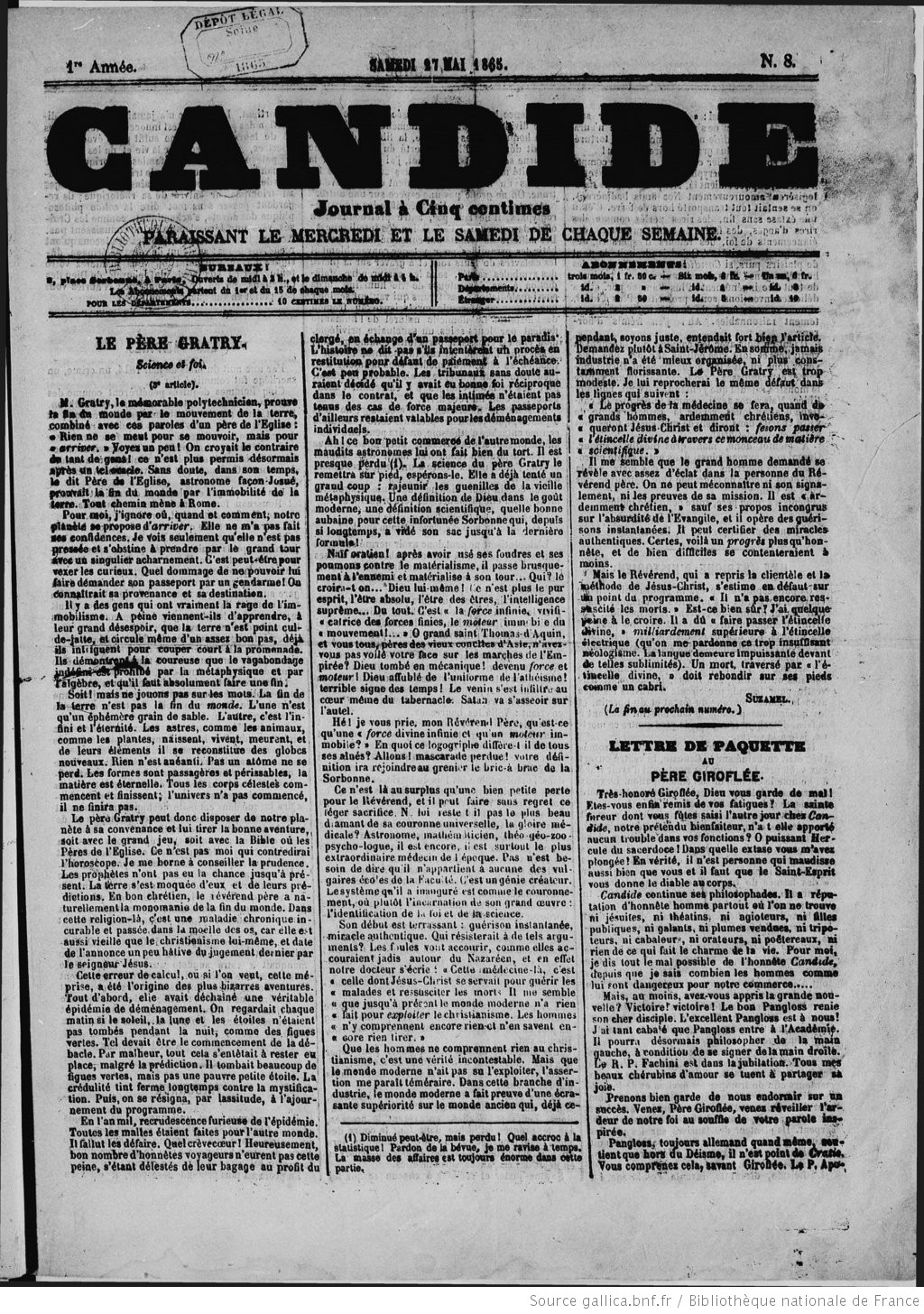
Numéro 8 de Candide.

Il est arrêté en 1866, lors d'une réunion organisée par la société secrète dite du « Café de la Renaissance » à Saint-Michel, en compagnie d'Eugène Protot, Raoul Rigault, les frères Levraud, Gaston Da Costa, Charles Longuet, etc. En septembre 1866, il représente Blanqui au congrès de l'Association internationale des travailleurs, qui se tient à Genève. À son retour il est arrêté et est condamné à 100 francs d'amende et quinze mois de prison. Il est libéré en 1868 et hérite d'une somme importante de 60 000 francs laissés par son père mort au même moment. Il participe avec son ami Albert Regnard à l'anti-concile de Naples en décembre 1869.
Il est impliqué, le 19 janvier 1870, dans le procès de Blois, comme complice d'attentat contre la sûreté de l'Etat et contre la vie de l'empereur avec cinquante-trois révolutionnaires, ce qui le fera s'exiler en Belgique et condamner par contumace à la déportation (9 août). Après la proclamation de la République le 4 septembre 1870, il rentre en France et finance le journal de Blanqui La Patrie en danger au sein duquel il critiquera violemment le gouvernement de la Défense nationale. Il est membre du Comité central républicain des Vingt arrondissements et l'un des quatre rédacteurs de l'Affiche Rouge qui appelle à la formation de la Commune à Paris.

### La Commune de Paris
Aux élections du 8 février 1871, il est élu député de la Côte-d'Or par 32 721 voix et siège à l'Assemblée nationale. Il démissionne à Bordeaux après avoir voté, le 1er mars, contre la ratification des préliminaires de paix signés entre le gouvernement d'Adolphe Thiers et l'Allemagne. De retour à Paris, il prend part à la Commune et est élu le 26 mars au Conseil de la Commune dans le Ve arrondissement par 6 469 voix sur 12 422 votants ; il est nommé à la Commission Exécutive, puis à la commission de la Guerre. Il vote contre la création du Comité de Salut public et va siéger avec la Minorité. Après la Semaine sanglante, atteint de troubles nerveux, il gagne la Belgique au mois d'août et meurt huit jours après son arrivée à Bruxelles.

## Postérité

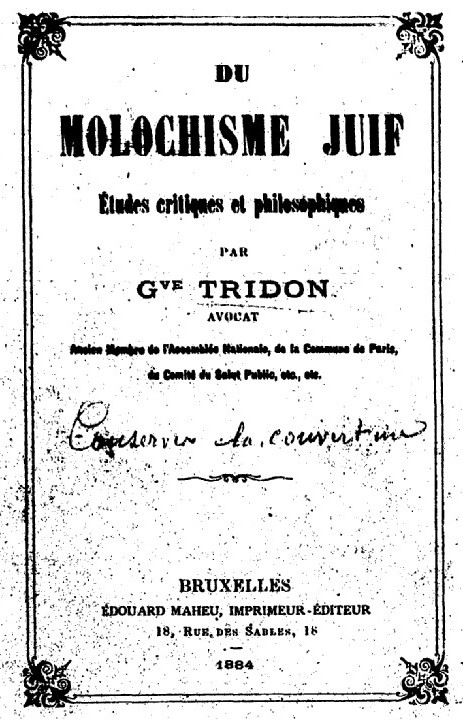
Couverture du livre Du molochisme juif.

On lui doit divers ouvrages portant sur les girondins, les hébertistes et la Commune de 1793 mais surtout un ouvrage (posthume) antisémite intitulé Du Molochisme juif: Études critiques et philosophiques, écrit en prison en 1867 et publié en 1884, dans lequel il considère que le judaïsme n'est qu'une survivance du culte du Moloch en raison d'une pratique supposée de crimes rituels; que les Juifs, représentants d'un sémitisme incompatible avec la morale aryenne, sont une race inférieure, corruptrice, barbare et ennemie du genre humain. Certains antisémites de la fin du siècle tels qu'Édouard Drumont dans La France Juive se revendiqueront de son influence ainsi que son ancien camarade blanquiste Albert Regnard dans son livre Aryens et Sémites.

## Œuvres
- Les Hébertistes: plainte contre une calomnie de l'Histoire, Paris, 1864[5]
- Les Hébertistes: la Commune de Paris de 1793, Paris, 1871[6]
- Du molochisme juif : études critiques et philosophiques, éditions Edouard Mahieu, Bruxelles, 1884 (ouvrage posthume)[7]
- La Force, éditions de la Revue Socialiste, 1889 (ouvrage posthume initialement daté de 1865 )[8]
- Œuvres diverses du Gustave Tridon, éditions Jean Allemane, Paris, 1891 (composé de cinq textes inédits: "La Gironde en 1869 et en 1793", "La France malheureuse", "Lettre aux électeurs de la Côte-d'Or", "Jules Simon" et "Garnier-Pagès")

### Notices biographiques
- Jules Clère, Les hommes de la Commune : Biographie complète de tous ses membres, Paris, Libraire-éditeur É. Dentu, 1871, xiv-195, 1 vol. in-18 (OCLC 457798492, lire en ligne sur Gallica), p. 159-162
  - Jules Clère, Les hommes de la Commune : Biographie complète de tous ses membres, Paris, Libraire-éditeur É. Dentu, 1871, 4e éd. (1re éd. 1871), vi-215, 1 vol. in-18 (lire en ligne sur Gallica), p. 176-178
- Paul Delion, Les membres de la Commune et du Comité central, Paris, A. Lemerre éditeur, août 1871, 446 p. (lire en ligne sur Gallica), p. 202-205
- « Gustave Tridon », dans Adolphe Robert et Gaston Cougny, Dictionnaire des parlementaires français, Edgar Bourloton, 1889-1891 [détail de l’édition]
- Bernard Noël, Dictionnaire de la Commune, Coaraze, L'Amourier éditions, coll. « Bio », avril 2021 (1re éd. 1971), 722 p. (ISBN 978-2-36418-060-4, ISSN 2259-6976, présentation en ligne), p. 753-754
- « Notice Tridon Gustave [Tridon Edme, Marie, Gustave] », sur maitron.fr, Le Maitron, dictionnaire bibliographique du mouvement ouvrier et du mouvement social, Association Les Amis du Maitron (consulté le 17 août 2021)
  - « Notice Tridon Gustave, Edme, Marie. [Dictionnaire belge] », sur maitron.fr, Le Maitron, Association Les Amis du Maitron (consulté le 17 août 2021)
- Notice Assemblée nationale